# Saison 1994-1995 de l'Olympique lyonnais
Maillots
Chronologie
Saison précédente Saison suivante
La saison 1994-1995 de l'Olympique lyonnais est la quarante-cinquième de l'histoire du club.
Cette saison voit l'équipe terminer à la deuxième place du championnat. L'entraîneur principal du club se nomme Jean Tigana.

## Effectif professionnel
Gardiens :
- Pascal Olmeta :  France
- Christophe Breton :  France

 Défenseurs :
- Bruno N'Gotty :  France
- Manuel Amoros :  France
- Romarin Billong :  France
- Florent Laville :  France
- Marcelo :  Brésil
- Ghislain Anselmini :  France
- Jean-Luc Sassus :  France
- Maxence Flachez :  France

 Milieux :
- Ludovic Giuly :  France
- Franck Gava :  France
- Sylvain Deplace :  France
- Éric Roy :  France
- Stéphane Roche :  France
- Claude-Arnaud Rivenet :  France
- Bruno Génésio :  France

 Attaquants :
- James Debbah :  Liberia
- Cédric Bardon :  France
- Florian Maurice :  France
- Samassi Abou :  France
- Laurent Delamontagne :  France
- Stéphane Paille :  France

## Détail des matchs

### Championnat de France
1. 29 juillet : Nantes 1 - 1 Lyon : Loko   54e / Maurice   55e
2. 2 août : Lyon 3 - 1 Monaco : Ngotty   67e ; Maurice   75e ; Debbah   89e / Scifo   59e
3. 7 août : Bastia 0 - 1 Lyon : Delamontagne   53e
4. 13 août : Lyon 1 - 0 Metz : Gava   84e
5. 20 août : Cannes 5 - 1 Lyon : Kozniku   55e,   80e ; Horlaville   62e ; Bedrossian   69e ; Sassus   90e (csc) / Ngotty   88e
6. 27 août : Auxerre 0 - 0 Lyon
7. 31 août : Lyon 1 - 0 Caen : Gava   4e
8. 10 septembre : Lille 1 - 4 Lyon : Garcia   21e (pen.) / Likke   5e (csc) ; Maurice   67e ; Paille   73e ; Debbah   89e
9. 18 septembre : Lyon 2 - 0 Paris : Debbah   58e ; Paille   90e
10. 23 septembre : Saint-Étienne 1 - 1 Lyon : Wohlfarth   86e / Gava   50e (classement : 2e)
11. 1er octobre : Lyon 1 - 1 Nice : Amoros   60e (pen.) / Mangione   26e
12. 11 octobre : Montpellier 2 - 2 Lyon : Divert   39e ; Lefèvre   79e / Bardon   76e ; Debbah   84e
13. 14 octobre : Lyon 3 - 0 Rennes : Maurice   17e,   37e ; Paille   86e
14. 22 octobre : Lens 4 - 0 Lyon : Roger Boli   3e,   81e ; Tiehi   48e,   59e
15. 27 octobre : Lyon 1 - 1 Bordeaux : Bardon   75e / Valdeir   74e
16. 5 novembre : Le Havre 2 - 0 Lyon : Alain Caveglia   22e,   76e (pen.)
17. 9 novembre : Lyon 4 - 0 Sochaux : Ngotty   3e ; Roche   17e,   23e ; Paille   50e
18. 20 novembre : Strasbourg 1 - 0 Lyon : Billong   16e (csc)
19. 26 novembre : Lyon 3 - 0 Martigues : Gava   8e ; Maurice   45e ; Roche   59e (classement : 3e)
20. 2 décembre : Monaco 1 - 1 Lyon : Ikpeba   28e / Debbah   88e
21. 17 décembre : Lyon 0 - 0 Bastia
22. 8 janvier : Metz 1 - 2 Lyon : Gaillot   60e / Amoros   18e ; Maurice   20e (match arrêté et reporté à cause de chutes de neige)
23. 21 janvier : Lyon 3 - 1 Cannes : Maurice   1re ; Roche   38e ; Rivenet   70e / Kozniku   22e
24. 28 janvier : Lyon 3 - 0 Auxerre : Maurice   31e ; Debbah   51e ; Roche   74e
25. 8 février : Caen 0 - 1 Lyon : Maurice   63e
26. 11 février : Lyon 3 - 1 Lille : Maurice   42e,   52e,   65e / Assadourian   88e
27. 23 février : Paris 4 - 1 Lyon : Valdo   12e,   79e ; Ginola   87e ; Rai   89e / Rivenet   59e
28. 4 mars : Lyon 1 - 0 Saint-Étienne : Éric Roy   41e
29. 9 mars : Nice 1 - 2 Lyon : Chaouch   29e / Gava   18e ; Maurice   65e
30. 22 mars : Lyon 2 - 1 Montpellier : Delamontagne   29e,   76e / Laurey   66e (classement : 2e)
31. 1er avril : Rennes 1 - 1 Lyon : Gouvernennec   8e / Roy   69e
32. 7 avril : Lyon 1 - 1 Lens : Roche   38e / Magnier   9e
33. 15 avril : Bordeaux 1 - 1 Lyon : Grenet   88e / Gava   63e
34. 29 avril : Lyon 2 - 0 Le Havre : Amoros   65e (pen.) ; Gava   77e
35. 6 mai : Sochaux 1 - 2 Lyon : Vos   27e / Maurice   12e ; Gava   15e
36. (Report) 12 mai : Metz 2 - 1 Lyon : Song   5e ; Kastendeuch   90e (pen.) / Roy   10e
37. 20 mai : Lyon 1 - 0 Strasbourg : Maurice   13e
38. 27 mai : Martigues 2 - 0 Lyon : Tholot   31e ; Benarbia   34e
39. 31 mai : Lyon 1 - 1 Nantes : Sassus   90e / Loko   30e (classement : 2e)

### Coupe de France
32e de finale :
- le 14 janvier : Trélissac FC 0 - 4 Lyon : Debbah   16e ; Amoros   42e ; Giuly   66e ; Rivenet   75e

 16e de finale :
- le 4 février : Lyon 1 - 3 SCO Angers : Deniaud   7e,   25e ; Mouyémé   / Debbah   63e

### Coupe de la Ligue
16e de finale :
- le 3 janvier : AS Cannes 2 - 3 Lyon : Durix   50e ; Bedrossian   65e / Roy   2e ; Roche   31e ; Maurice   81e

 8e de finale :
- le 24 janvier : Paris SG 2 - 1 Lyon : Valdo   2e,   71e / Deplace   26e

### Matchs amicaux
- le 29 février : Lyon 2 - 2 RC Strasbourg : Maurice   1re ; Giuly   80e / Bouafia   34e ; Mostovoi   66e
- le 17 février : Lyon 3 - 0 Spartak Tranna : Ngotty   11e ; Debbah   42e (pen.) ; Giuly   51e